# Squash
Squash-ul  [skwɔʃ] este un sport de rachetă foarte rapid. Meciurile de squash se joacă între doi jucători (simplu) sau patru jucători (dublu). Mingea este de cauciuc.
În 2003 revista Forbes a afirmat că squash-ul este unul dintre cele mai sănătoase sporturi.
În România, squash-ul începe să aibă popularitate.

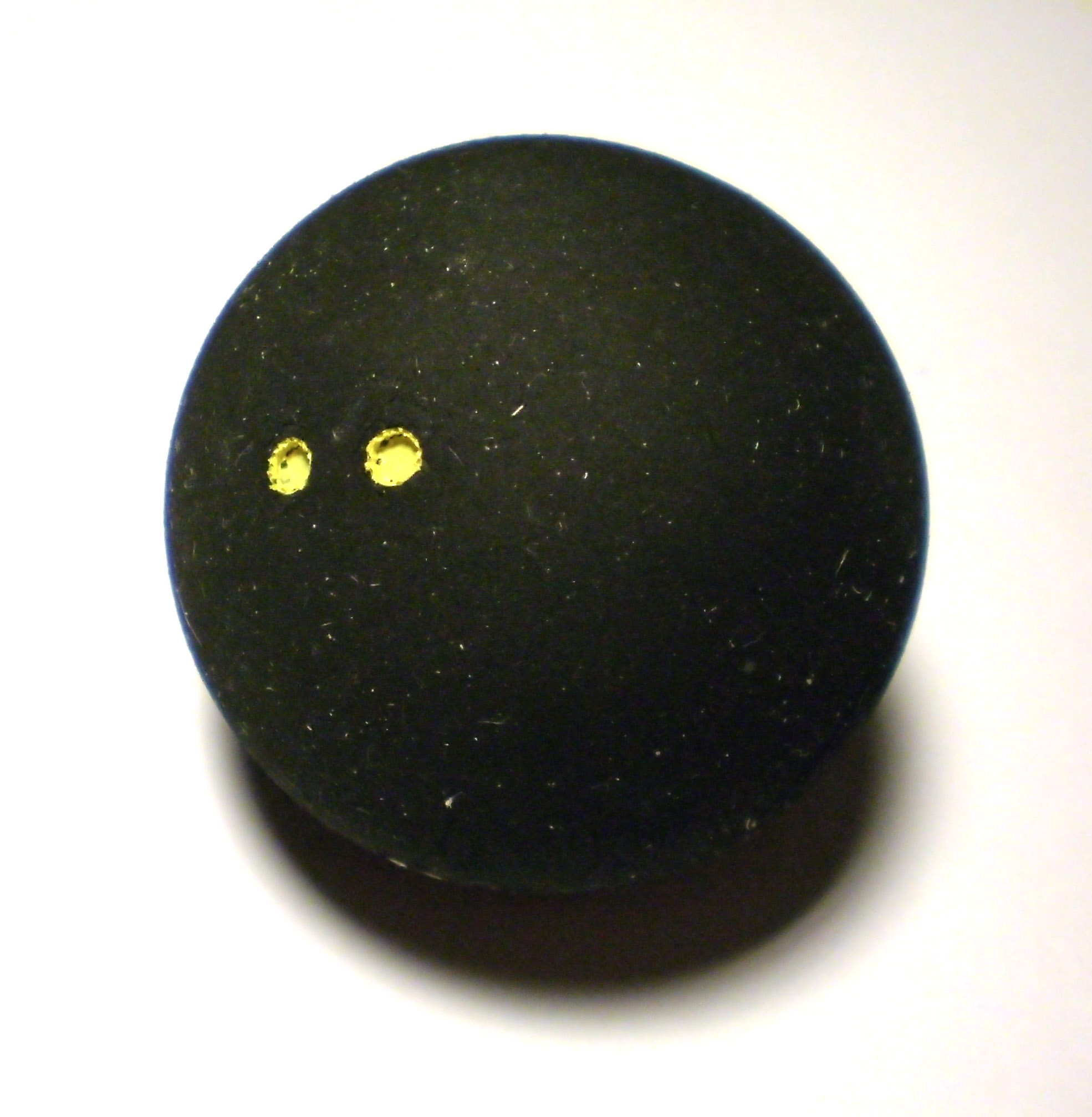
Minge de squash
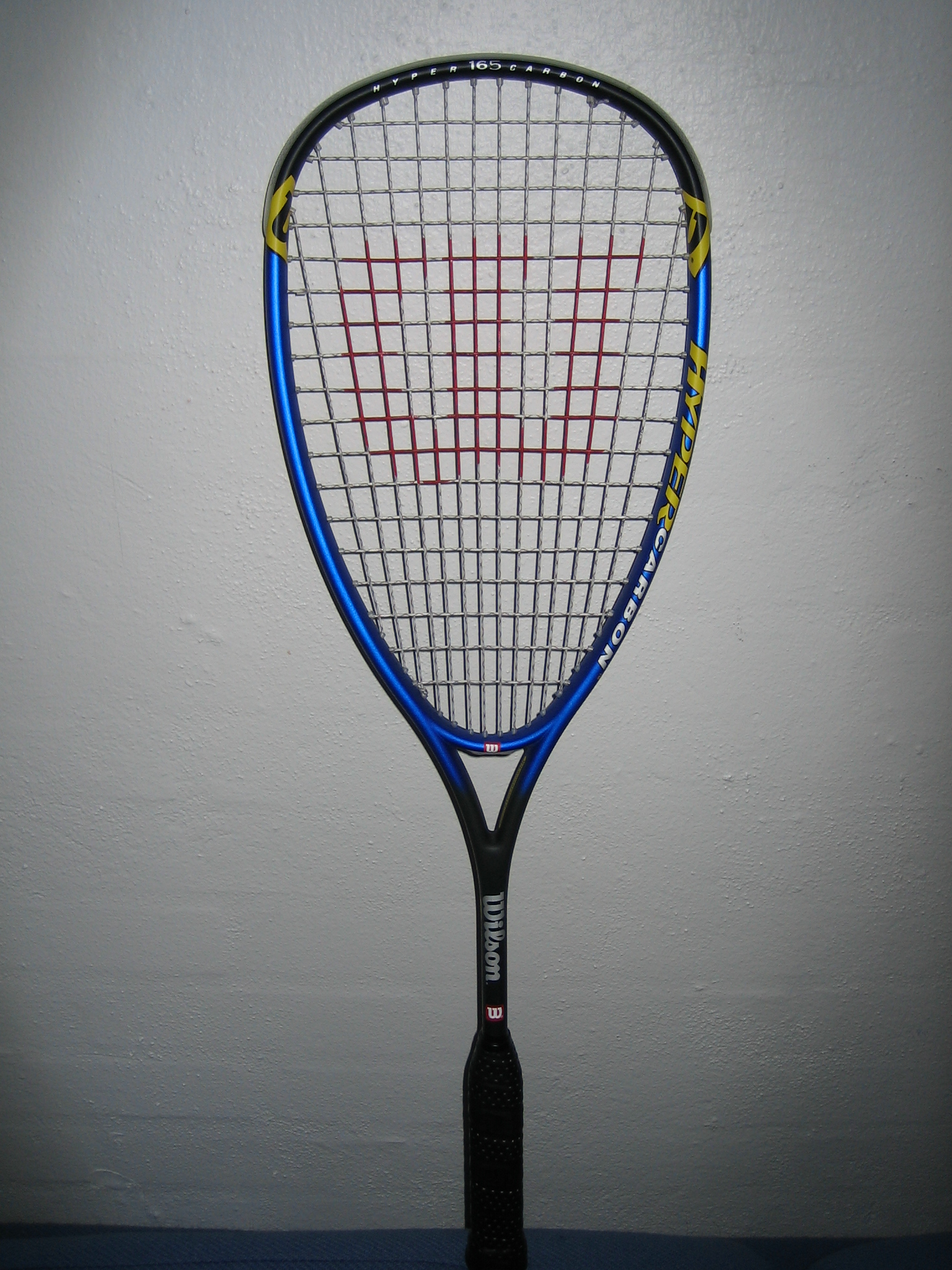
Rachetă de squash